# Roffer dan Ooit
Roffer dan Ooit è il secondo album del gruppo Rap Osdorp Posse.

## Tracce
1. Intro
2. Op De Distip
3. Roffer dan Ooit
4. Weer Is De Smeris
5. Pro-Black Of Anti-Wit?
6. Die Naziskinheads!
7. Uittro